# Traudl Wallbrecher

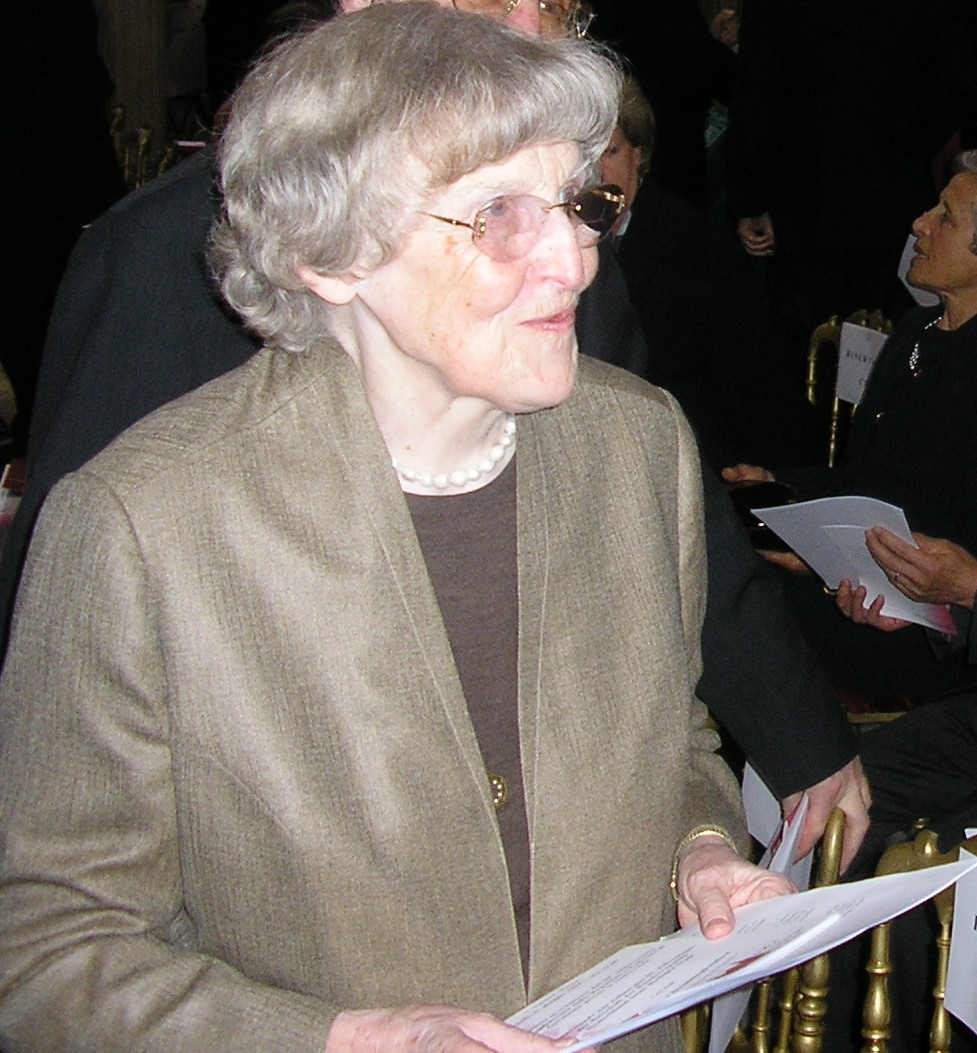
Traudl Wallbrecher, 2004

Gertraud Wallbrecher (genannt Traudl; * 18. Mai 1923 in München als Gertraud Weiß; † 29. Juli 2016 ebenda) war die Initiatorin der Katholischen Integrierten Gemeinde, die sie zusammen mit ihrem Mann Herbert Wallbrecher (1922–1997) nach dem Zweiten Weltkrieg aufbaute.

## Leben und Wirken
Gertraud Weiß wuchs in München-Schwabing auf. Ab ihrem 13. Lebensjahr gehörte sie zum katholischen Heliand-Bund. Nach dem Kriegshilfsdienst begann sie ein Psychologiestudium an der Universität München und besuchte ab 1943 die Soziale Frauenschule. Als Krankenschwester wurde sie 1945 dienstverpflichtet und erlebte aus nächster Nähe die Auflösung des Konzentrationslagers Dachau.
Ab 1945 war sie Bundesführerin des Heliand. Auf dem Bundestag 1947 in Telgte bei Münster beunruhigte sie die Versammelten mit der Frage, was die Katastrophe der Shoa für die Kirche und ihren Auftrag bedeutet. Als Konsequenz trat sie 1948 aus dem Heliand aus und begann den „Jungen Bund“. Dazu ermutigte sie u. a. der Theologe Professor Michael Schmaus. Der Priester Aloys Goergen begleitete die Gruppe bis 1968.
1949 heiratete Traudl Weiß den aus Hagen in Westfalen stammenden Rechtsanwalt Herbert Wallbrecher, der dem katholischen Bund Neudeutschland angehörte. Aus der Ehe gingen vier Kinder hervor. In ihm und seinem Freund Johannes Joachim Degenhardt, dem späteren Kardinal und Erzbischof von Paderborn, fand sie Verbündete. Aus den Personen, die sich um Traudl Wallbrecher, ihren Mann und Aloys Goergen sammelten, entstand die Integrierte Gemeinde.
Wallbrecher weckte als Herausgeberin der Zeitschrift „Die Integrierte Gemeinde“ das Interesse von Agnostikern wie Gerhard Szczesny. und  Theologen wie Joseph Ratzinger, der seither den Weg der KIG in der Kirche begleitete. Anregungen für das Experiment „Gemeinde“ gewann sie 1965 bei einer Reise zu Kibbuzim in Israel. Daraus wuchs später über die Freundschaft mit Chaim Seeligmann ein intensiver Austausch, der 1995 zur Gründung des „Urfelder Kreises“ führte. Auch amerikanische Hutterer und deutsche Bruderhöfer wurden aufmerksam. In den USA gewann Wallbrecher religiöse Juden wie den Schriftsteller Zvi Kolitz und den Direktor der Jeshiva-Universität, Norman Lamm, als Freunde.
Gemeinsam mit ihrem Mann initiierte sie 1977 das private Günter-Stöhr-Gymnasium, heute eine der Schulen des St. Anna Schulverbundes. Seit 1978 entwickelte sich aus ihrer Begegnung mit Bischof Christopher Mwoleka, Tansania, eine Integrierte Gemeinde in Afrika.
Eines ihrer größten Anliegen war die aus der neuen Kirchenerfahrung erwachsene Theologie. Um daran mitzuarbeiten, gaben die Neutestamentler Rudolf Pesch und Gerhard Lohfink in den 1980er-Jahren ihre Lehrstühle auf und schlossen sich der Integrierten Gemeinde an. Gerhard Lohfink widmete sein Buch Wem gilt die Bergpredigt? (1988) Traudl und Herbert Wallbrecher. Über Wallbrechers Initiative zur „Akademie für die Theologie des Volkes Gottes“ in der Villa Cavalletti bei Frascati wurde an der Lateran-Universität in Rom 2008 ein Lehrstuhl errichtet, die „Cattedra per la Teologia del Popolo di Dio“, der seit Herbst 2016 ein postgraduales Fernstudium „Das Profil des Jüdisch-Christlichen“ anbietet. Im Jahr 2009 gab sie den Vorsitz in der KIG auf. 
Am 29. Juli 2016 starb Gertraud Wallbrecher im Alter von 93 Jahren nach langer Krankheit in München. Die italienische Zeitung Avvenire überschrieb ihren Nachruf vom 9. August 2016 „Addio a Gertraud Wallbrecher, ‘teologa’ del popolo di Dio“.

## Kritik
Ein starkes Elitenbewusstsein und das von Aussteigern als Indoktrination und Personenkult  empfundene Verhalten der Gründerin hatten lange das Zusammenleben der Katholischen Integrierten Gemeinde geprägt. In einer Podcast-Produktion des BR wurden die sektenhaften Strukturen der Gemeinschaft aufgedeckt, in der sie in ihrer leitenden Funktion eine entscheidende Rolle spielte.

## Schriften
- Traudl Wallbrecher (Hrsg.): Monatszeitschrift HEUTE in Kirche und Welt. (2000–2008) ISSN 1616-2293.
- Traudl Wallbrecher, Ludwig Weimer, Arnold Stötzel (Hrsg.): 30 Jahre Wegbegleitung – Joseph Ratzinger/Papst Benedikt XVI. und die Katholische Integrierte Gemeinde. Verlag Urfeld, Bad Tölz 2006, ISBN 978-3-932857-40-9.
- Traudl Wallbrecher, Ludwig Weimer (Hrsg.): Katholische Integrierte Gemeinde. Eine Kurzdarstellung. Verlag Urfeld, Bad Tölz 2005, ISBN 978-3-932857-45-4.
- Traudl Wallbrecher u. a. (Hrsg.): HEUTE – pro ecclesia viva. Verlag Urfeld, Bad Tölz 1994, ISSN 0946-6401.
- Traudl Wallbrecher: Vom Wieder-Einwurzeln im Jüdischen als einer Bedingung für das Einholen des Katholischen. In: HEUTE – pro ecclesia viva. Verlag Urfeld, Bad Tölz 1994, ISSN 0946-6401, S. 54 ff.
- Traudl Wallbrecher (Hrsg.): Die Integrierte Gemeinde. Beiträge zur Reform der Kirche. 18 Bände, Verlag Urfeld, München (1969–1976).
- Joseph Kardinal Ratzinger: Skandalöser Realismus – Gott handelt in der Geschichte. Verlag Urfeld 2005, Vorwort von Traudl Wallbrecher, ISBN 3-932857-44-5.
- Traudl Wallbrecher (Hrsg.): Ecclesiae Solamen – Gedanken zur Theologie Johann Adam Möhlers. Verlag Urfeld 1982.
- Heute in Kirche und Welt – Blätter zur Unterscheidung des Christlichen. Sondernummer 18. Mai 2003: Anläßlich des 80. Geburtstages von Traudl Wallbrecher. Verlag Urfeld, Bad Tölz, ISSN 1616-2293.
- Traudl Wallbrecher: Das Vaterunser und die Weitergabe des Glaubens. In: Heute in Kirche und Welt Heft 5/2008, ISSN 1616-2293, S. 13.
- Theologica. Nr. 3: ‘Teologa’ del popolo di Dio. Gertraud Wallbrecher (1923–2016). ISBN 978-3-946577-03-4.